# Chuet chung ho nam yun
Chuet chung ho nam yun (絕種好男人S), noto anche con il titolo internazionale Honesty, è un film del 2003 scritto e diretto da Wong Jing.

## Trama
Moses Tsang è un ragazzo gentile ed estremamente ingenuo che all'improvviso si ritrova erede di una gigantesca somma di denaro; Didi, spogliarellista in un locale notturno, cerca allora di sedurlo per poter mettere le mani sull'ingente patrimonio, sebbene ci siano altre due ragazze (anch'esse venute a conoscenza della questione) a farle concorrenza. Moses decide infine di sposare Didi, che però nel frattempo si è realmente innamorata dell'uomo grazie alla sua bontà e al suo grande cuore.

## Distribuzione
Ad Hong Kong la pellicola è stata distribuita a livello nazionale a partire dal 30 maggio 2003.